# Club-école
Ne doit pas être confondu avec Équipe réserve.
En sport, un club-école, aussi appelé club ferme, est une équipe, un club ou une franchise affiliée à une autre équipe évoluant dans une ligue plus prestigieuse et relevée. Un club-école peut être lié par un contrat avec le club principal ou en être la propriété.
Ces associations ont pour but de favoriser le développement de jeunes joueurs trop tendres pour évoluer au plus haut niveau. Il est surtout présent dans le sport professionnel nord-américain. En effet, en Europe, la plupart des clubs disposent d'équipes de jeunes, alors qu'aux États-Unis, les championnats sont basés sur un système de franchises, qui ne régissent qu'une seule équipe. Il est ainsi très lié avec le système de repêchage amateur.
Dans certains sports, il existe des ligues de développement appartenant directement à la ligue-mère (par exemple la NBA avec la D-League).

## Clubs-écoles aux États-Unis

### Catch
Aux États-Unis, NXT est un Club-école de la WWE où passent généralement beaucoup de catcheurs avant d'arriver dans les Roasters principaux.

### Baseball
Aux États-Unis et au Canada, les clubs des ligues mineures, souvent dans les villes de moindre importance, sont sous contrat avec les franchises de la Ligue majeure de baseball. Ainsi, même s'ils ont leurs propriétaires propres, les joueurs qui évoluent sous leur couleur appartiennent pour la plupart aux clubs de la ligue majeure. Ces joueurs peuvent donc partir au gré des changements de clubs affiliés de leur employeur. Néanmoins, les clubs des ligues mineures peuvent acquérir des joueurs sans contrat, qui évoluent donc exclusivement avec eux. Beaucoup de joueurs de la Ligue majeure de baseball (MLB) sont passés par les différents échelons des ligues mineures avant de faire leur marque au plus haut niveau.
Le système actuel fut conçu par Branch Rickey, alors dirigeant des Cardinals de Saint-Louis et observateur de talent. Il était frustré de se voir rafler des joueurs évoluant pour des clubs indépendants par d'autres clubs majeurs alors qu'il les avait repérés bien avant. C'est pourquoi, il décida de contrôler un certain nombre de clubs des ligues mineures dans le but de développer ses propres joueurs. Grâce à ce système pyramidal (« De la quantité vient la qualité »), les Cardinals remportent six Séries mondiales entre 1926 et 1946.
Le système de club ferme au baseball doit son existence à la « clause de réserve (en) » qui permettent aux franchises du MLB d'avoir un droit exclusif sur les joueurs qu'elles ont sous contrat.

### Basket-ball
Le cas du basket-ball diffère légèrement de celui du baseball. En effet, la NBA possède elle-même une ligue de développement, dans laquelle jouent les athlètes ayant un contrat avec l'une de ses équipes, mais pas de place.
Par ailleurs, à l'origine, les meilleurs joueurs de la NBA proviennent de la NCAA, ou des meilleurs championnats européens. Ainsi, peu des meilleurs joueurs passent par les ligues mineures professionnelles, faisant directement le grand saut.

### Hockey sur glace
La plupart des clubs de LNH ont soit des accords, soit possèdent en propre des franchises dans les principales ligues mineures (la LAH et l'ECHL).
Cependant, seule une partie du contingent des équipes de ces ligues est sous contrat avec les franchises de LNH. Ainsi, certains joueurs sont sous contrat uniquement avec les équipes de ligues mineures.

### Football américain
LA NFL est la seule des quatre principales ligues professionnelles des États-Unis à ne pas avoir de système explicite de club-école.

### NASCAR
L'association possède deux divisions nationales dans lesquelles les jeunes pilotes peuvent faire leurs classes, avant de rejoindre les Sprint Cup Series : les Nationwide Series et les Camping World Truck Series, ainsi que d'autres séries plus locales.

### Indy Racing League
Comme pour le NASCAR, l'Indy Racing League possède une formule de promotion appelée Indy Lights, qui se veut être un tremplin pour les IndyCar Series.

## Clubs-écoles ailleurs dans le monde

### Cyclisme
Certaines équipes professionnelles, comme la Rabobank ou Katusha possèdent des équipes de niveau continental, afin de faire passer pro de jeunes talents tout en les laissant s'aguerrir sur des courses moins cotées et moins exigeantes des circuits continentaux.

### Football
Même si le football européen est basé sur des clubs possédant des équipes réserves, cela n'empêche pas certains de conclure des accords de partenariat. Ainsi, par exemple, le club suisse de Grasshopper a conclu un accord avec le FC Schaffhouse, club évoluant en Challenge League.
Plusieurs clubs du championnat russe possèdent au moins un club-école prenant part aux championnats nationaux. Trois de ces clubs ont ainsi déjà participé à la deuxième division russe, où ils sont autorisés à monter depuis les années 2010 : le FK Krasnodar-2, le Spartak-2 Moscou et le Zénith-2 Saint-Pétersbourg. Le FK Krasnodar a notamment eu la particularité de posséder deux clubs-écoles à la fois, avec le FK Krasnodar-3 qui a également participé à la troisième division entre 2018 et 2021.

### Sports automobiles

#### Formule 1
Grâce à leur propriété de la part de la FIA, les catégories de GP2 et de GP3 peuvent être considérées comme des divisions de développement vis-à-vis de la Formule 1. En effet, nombre de pilotes se sont d'abord distingués dans ces antichambres avant de faire leurs preuves en F1. D' autres  part plusieurs écuries ont des liens étroits qui leur permettent de placer leur jeunes pilotes comme Ferrari avec anciennement Sauber(devenu Alfa Romeo cet inter-saisons) ou Mercedes avec ses clients Williams (qui a accueilli Patrick werlhein) ou la défunte force India qui eut le jeune Français Esteban Ocon).
Toutefois, il existe aussi le propriétaire qui a plusieurs écuries comme Toro Rosso et Red Bull Racing qui appartiennent toutes le deux a Dieter matesichtz.la première servant d'auto-école a la seconde.
Ce dernier cas n'est pas nouveau, Fernando Alonso, lui-même, a commencé chez minardi alors que son manager, Flavio Briatore, avait des parts dans le écurie tout en gérant l'écurie Benetton qui deviendra Renault F1.

#### Rallye
Dans le même ordre d'idées, la FIA a créé, en 2001, le Championnat du monde des rallyes junior, pour les jeunes pilotes, en complément du Championnat du monde des rallyes.

### Motocyclisme

#### Vitesse
Depuis quelques années, les différentes catégories (125 cm3 au niveau national, Moto3, Moto2) sont des passages obligés pour les pilotes avant d'atteindre les MotoGP.

#### Motocross
Comme pour le championnat de vitesse, le championnat du monde de motocross est divisé en trois catégories, avec notamment une classe biberon : le MX2, qui sert de tremplin au MX1.

## Sources
- (en) Cet article est partiellement ou en totalité issu de l’article de Wikipédia en anglais intitulé « Farm team » (voir la liste des auteurs).

- (de) Cet article est partiellement ou en totalité issu de l’article de Wikipédia en allemand intitulé « Farmteam » (voir la liste des auteurs).